# مقاطعة جروي
مقاطعة جروي (بالصومالية: Degmada Garoowe)‏ مقاطعة تابعة لمحافظة نوجال شمال شرق الصومال، عاصمتها جروي.

## روابط خارجية
- مقاطعات الصومال
- الخريطة الإدارية لمقاطعة جاروي